# Johann Frerking
Johann Frerking (Pseudonym Jan Brodersen) (* 19. August 1884 in Hannover; † 13. Juli 1971 ebenda) war ein deutscher Literatur- und Theaterkritiker und Schriftsteller.

## Leben
Als Sohn von Wilhelm Frerking geboren, studierte Johann Frerking nach dem Besuch des Ratsgymnasiums in Hannover ab 1902 Germanistik, Geschichte und Kunstgeschichte in Göttingen. Während seines Studiums wurde er 1902 Mitglied der Burschenschaft Alemannia Göttingen. Nachdem er bereits als Schüler Artikel im Hannoverschen Tageblatt veröffentlicht hatte, war er von 1912 bis 1914 als Journalist bei der Rheinisch-Westfälischen Zeitung in Essen tätig. Am Ersten Weltkrieg nahm er von 1914 bis 1918 teil, zuerst als Kriegsfreiwilliger, später als Leutnant und Kompanieführer; er wurde im Gesicht verwundet. Ab 1918 lebte er in Hannover und war dort in der Kunst- und Kulturszene aktiv, wo er junge Talente förderte. 1918 gehörte er dem Revolutionären Kunstkomitee an. Von 1923 bis 1926 war er als Dramaturg an den Städtischen Bühnen tätig. Er war Mitglied der Kestnergesellschaft und des literarischen Zirkels von Paul Steegemann.
Er schrieb für den Hannoverschen Kurier, die Zeitschrift Niedersachsen, die Blätter Die Pille, Marstall, Störtekäker, Der Zollmann und Das Hohe Ufer. Nach dem Zweiten Weltkrieg schrieb er ab 1949 als Literatur- und Theaterkritiker in der Hannoverschen Zeitung und den Hannoverschen Neuesten Nachrichten. Er engagierte sich als Mitglied der Goethe-Gesellschaft.

## Veröffentlichungen (Auswahl)
- Martin ohne Flügelkleid. Hannover 1920.
- Hermann Löns. Hannover 1944.
- Das kleine Buch der hundert Bücher. Hamburg 1953.
- Hannover sehen und lieben. Hannover 1953.

## Ehrungen
- 1986: In Hannover-Badenstedt wurde ein Weg nach ihm benannt.